# قشقونه السفلي (مهاباد)
قرية قشقونه السفلي (بالكردية: قەشقوونەی خوارێ) هي إحدى القرى التابعة لـمنغور الشرقية في ريف قسم خليفان من مقاطعة مهاباد، في محافظة أذربیجان الغربیة الإيرانية.

## السكان
حسب إحصاءات سنة 2006، بلغ إجمالي السكان في قشقونه السفلي 65 نسمة وعدد المساكن 7 مسكن. لغة سكان قشقونه السفلي هي اللغة الكردية و هم من أهل السنة والجماعة والمذهب الشافعي.